# إذاعة القدس
إذاعة القدس أو إذاعة هنا القدس (بالإنكليزية: Jerusalem Calling بالعبرية: קול ירושלים) كان اسم إذاعة الراديو التابعة للانتداب البريطاني على فلسطين وهي ثاني إذاعة تم تأسيسها في الوطن العربي بعد "هنا القاهرة" عام 1934. بثت بثلاث لغات: العربية والإنكليزية والعبرية. من 30 أذار (مارس) 1936 وحتى نهاية فترة الانتداب في مايو 1948.

## الإذاعة

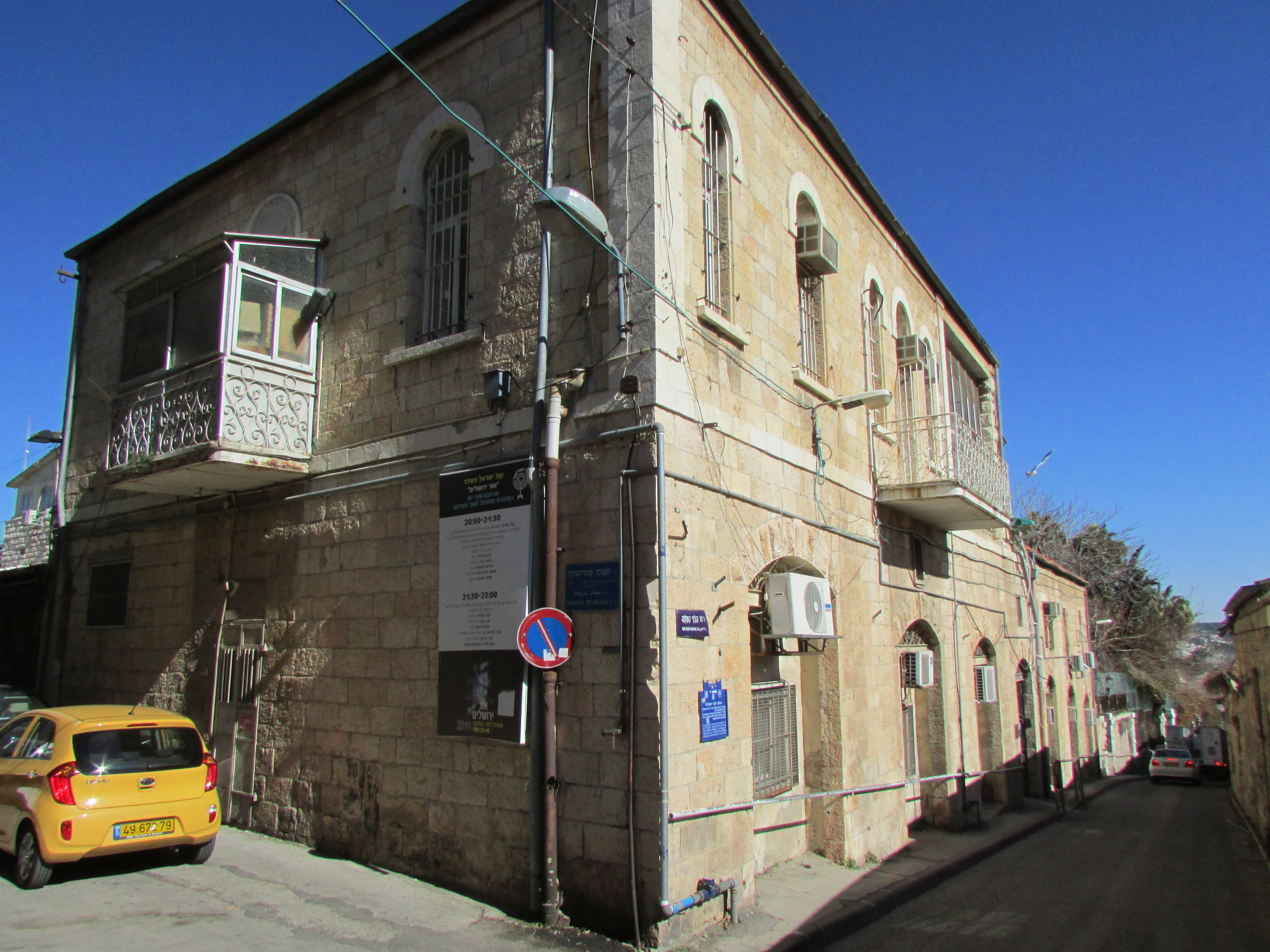
المبنى الذي كانت إذاعة القدس - 2014

كانت السلطة المسؤولة عن البث هي خدمات الإذاعة الفلسطينية (بالإنجليزية: Palestine Broadcasting Service PBS)‏ التابعة لسلطات الانتداب والتي لاقت مساعدة فنية من هيئة الإذاعة البريطانية (بي بي سي).
افتتحت دار الإذاعة في 30 آذار 1936 في حي مأمن الله في القدس، وأقيمت لها أبراج بث في منطقة رام الله. وكان لها ثلاث هيئات تحرير مستقلة باللغات العربية والإنكليزية والعبرية وأوقات بث منفصلة باللغات الثلاث.
تميز عمل الإذاعة بتضاد بين فريقي العمل العربي والعبري، ففي حين تعاطف فريق العمل العربي مع الثورة ضد الاحتلال البريطاني والصهاينة، روج فريق العمل العبري للصهيونية وكان ينادي «هنا أرض إسرائيل» بدلا من «هنا القدس»، ما أثار احتكاكات بين الجانبين. وتعد إذاعة القدس أول محطة راديو بثت باللغة العبرية بشكل عادي ومستمر، فلعبت دورا مهما في تطور اللغة العبرية الحديثة.
كان من أبرز العاملين في القسم العربي الشاعر الفلسطيني إبراهيم طوقان الذي عمل مساعدا لمديرها ولعب دورا مهما في رسم خط الإذاعة العربية الوطني إلى أن أقالته السلطات البريطانية عام 1940، وفي عام 1939 تعرض مبنى الإذاعة لتفجير نفذته مجموعة صهيونية إرهابية، حصل في فترة البث العربية وأثناء تقديم برنامج الأطفال الذي كانت تشرف عليه هنرييت سكسك (الآنسة سعاد)، وقد قتل في الانفجار مهندس الصوت أديب منصور والمذيعة ماي فايسنبيرغ وجرح آخرون.
في 1942 توسعت الإذاعة وبدأت تبث على موجتين بدلا من موجة واحدة. الموجة الأولى بثت بالإنكليزية والعربية بينما بثت الموجة الأخرى بالإنكليزية والعبرية. كذلك أرسلت الإذاعة نشرات أخبار قصيرة بلغات أخرى منها الفرنسية، الألمانية، التركية والبولندية.

## رواد إذاعة القدس
عمل وأدار الإذاعة عدد من التربويين والكتاب والموسيقيين ومقدمي البرامج ومنهم ربيحة الدجاني، فاطمة البديري، عصام حماد، روحي الخماش، يحيى اللبابيدي،  إميل حبيبي، أسمى طوبي، نقولا زيادة، عبد الكريم الكرمي، خليل السكاكيني،
، عجاج نويهض، خليل بيدس، راجي صهيون، يحيى السعودي، محمد أديب العامري، عبد اللطيف الطيباوي.
إستضافت الإذاعة عددًا من الأدباء منهم: عباس محمود العقاد، وإبراهيم عبد القادر المازني، وعبد العزيز البشري، ومحمد كرد علي، وخليل تقي الدين، ويوسف يزبك، والأخطل الصغير، وفؤاد صروف، كما ألقت فيها ماري صروف شحادة، وقدسية خورشيد، أحاديثهن عن المرأة والأسرة وتربية الطفل.

## بعد النكبة
بعد حرب 1948 واصلت إسرائيل البث بالعبرية على إحدى موجتي إذاعة القدس وسمته بـ«صوت إسرائيل». أما الأردن فواصلت البث بالعربية على الموجة الأخرى وسمته «إذاعة القدس العربية» (التي كان تعرف أيضا بـ«راديو رام الله»). في يونيو 1967 انتهى بث «إذاعة القدس العربية» عندما احتل الجيش الإسرائيلي مقر الإذاعة ضمن حرب 1967.